# Kodifikace (lingvistika)
Kodifikace (z latinského kodex, což je pozdější zápis slova caudex, kmen stromu, dřevěná destička, kniha, sbírka zákonů) znamená zápis nebo systematizaci. Kodifikace spisovného jazyka je v jazykovědě zachycení a stanovení normy spisovného jazyka (v normativních mluvnicích, slovnících a podobně).
Jazyková kodifikace má tedy dva aspekty, deskripci (zachycení) a preskripci (předpis) jazykové normy. Který převáží, tedy zda jazykověda má spíš zasahovat a předepisovat, být intervenčním činitelem, nebo zaujmout pozici popisujícího pozorovatele, je předmětem odborných i veřejných diskuzí v mnoha zemích.

## Kodifikace a regulace ve světě
Pro některé jazyky existují centrální regulační orgány, jejichž doporučení jsou široce respektována jako závazná. Patří sem francouzština (Académie française), španělština (Asociación de Academias de la Lengua Española sdružuje akademie jednotlivých zemí), polština (Rada Języka Polskiego) nebo čeština (Ústav pro jazyk český). Pro slovenštinu je podobnou institucí Jazykovedný ústav Ľudovíta Štúra SAV, ale právní závaznost jednotlivých kodifikačních příruček (některé vydal SAV a jednu SPN) stanovuje Ministerstvo kultúry Slovenskej republiky.
Naopak třeba pro angličtinu taková autorita neexistuje. Jednotlivé instituce publikují své výkladové slovníky (Oxford English Diction, Merriam-Webster apod.) a gramatiky. Také existují příručky stylu (anglicky style guide nebo style manual), které shrnují konzistentní doporučení ohledně mnoha otázek jako je psaní velkých písmen, diakritiky, -ise/-ize a další.
Významná je například příručka Modern Language Association nebo Associated Press, ale svůj přístup si sepisují i další akademické instituce nebo i jednotlivé noviny.

## Úzus, norma a kodifikace
V české literatuře se často vymezují tři související termíny: úzus, norma a kodifikace.
Úzus je soubor jazykových prostředků, které jsou ve vžité podobě užívány jazykovým společenstvím.
Jazyková norma je soubor jazykových prostředků, které jsou jazykovým společenstvím pravidelně užívány a považovány za závazné. Spisovná norma je tradičně kritériem jazykové správnosti. Existuje v jazyce samém, vytváří se postupně, mění se velmi pomalu, není však ustrnulá. Týká se pravopisu, výslovnosti a tvarosloví. Norma se utvrzuje kodifikací a individuálním a kolektivním územ uživatelů jazyka.
Spisovná norma je předmětem péče lingvistů; právě pomocí kodifikace do ní mohou zasahovat, podporovat její ustálenost, systémovost a rozhodovat o tom, které varianty do spisovné normy patří a které nikoli.
Kodifikace zachycuje vědecké poznání a utvrzuje objektivně existující normu v jazykových příručkách – slovnících, mluvnicích, pravopisných a výslovnostních pravidlech. Podporuje i vývojové tendence, zachycuje např. dubleta, vývojové varianty.
Lingvista Daneš uvádí následující kodifikační kritéria, v pořadí podle důležitosti:
1. noremnost
2. adekvátnost (přiměřenost) k funkcím
3. systémovost.

## Kodifikace češtiny
Pokud jde o češtinu, často se respektuje autorita Ústavu pro jazyk český Akademie věd České republiky v otázkách kodifikace spisovné češtiny. Ačkoli tato autorita nepramení ze zvláštního zákonného statusu, Ústav nemá žádnou zvláštní preskriptivní pravomoc, jeho doporučeními se již dlouhá léta řídí noviny i veřejnost.
Kodifikace má tedy charakter doporučení a závazná je pouze v oblasti školního vyučování – vydané publikace později schválí ministerstvo školství.
Ústav se zabývá výhradně kodifikací spisovné češtiny, a nikoli dalších běžně užívaných dialektů, jako je obecná čeština.

### Kodifikační příručky
Některým ze svých publikací připisuje Ústav „kodifikační platnost“. Jsou to:
- Pravidla českého pravopisu.
  - Pravidla českého pravopisu. Školní vydání. Fortuna, Praha 2004;
  - Pravidla českého pravopisu, Academia, Praha 2005.
- Slovník spisovné češtiny pro školu a veřejnost, Academia, Praha 2005.
- Slovník spisovného jazyka českého
- Nový akademický slovník cizích slov, Academia, Praha 2005.

## Deskripce a preskripce
Tradiční preskriptivní přístup přístup je popisem toho, jak by jazyk vypadat měl. Zato novější přístup deskriptivní, který umožnily počítače, usiluje popsat jazyk tak, jak skutečně vypadá, za použití rozsáhlých bází dat v tzv. korpusech.
Deskriptivní přístup prezentuje např. nedávno vyšlá mluvnice angličtiny The Cambridge Grammar of the English Language. Její autoři Huddleston a Pullum se zříkají tradičních hodnotových soudů ohledně správnosti. Místo toho prezentují koncepci spisovného jazyka (standard English), který je založen na nejrozšířenějším dialektu a proto všeobecně srozumitelný. Zahrnují sem i jevy ve starších příručkách označované jako nesprávné (např. He is taller than me.). Jevy charakteristické pro dílčí dialekty, kterým ostatní uživatelé nerozumějí, nebo je nepovažují za správné, jsou nespisovné. V příručce pak popisují, jak je jazyk užíván v různých situacích, formálních nebo neformálních.
V českém prostředí zastávají konzervativnější názory mimo jiné členové Ústavu pro jazyk český. Mladší jazykovědci často tíhnou k přístupu deskriptivnímu.
Příkladem deskriptivní gramatické příručky o češtině je třeba Mluvnice současné češtiny Václava Cvrčka.

### Jazykoví regulátoři
- Faerský jazykový výbor
- Institut Võruštiny
- Jazyková rada (Norsko)
- Jazyková rada (Švédsko)
- Švédská akademie